# Navigli de Milão

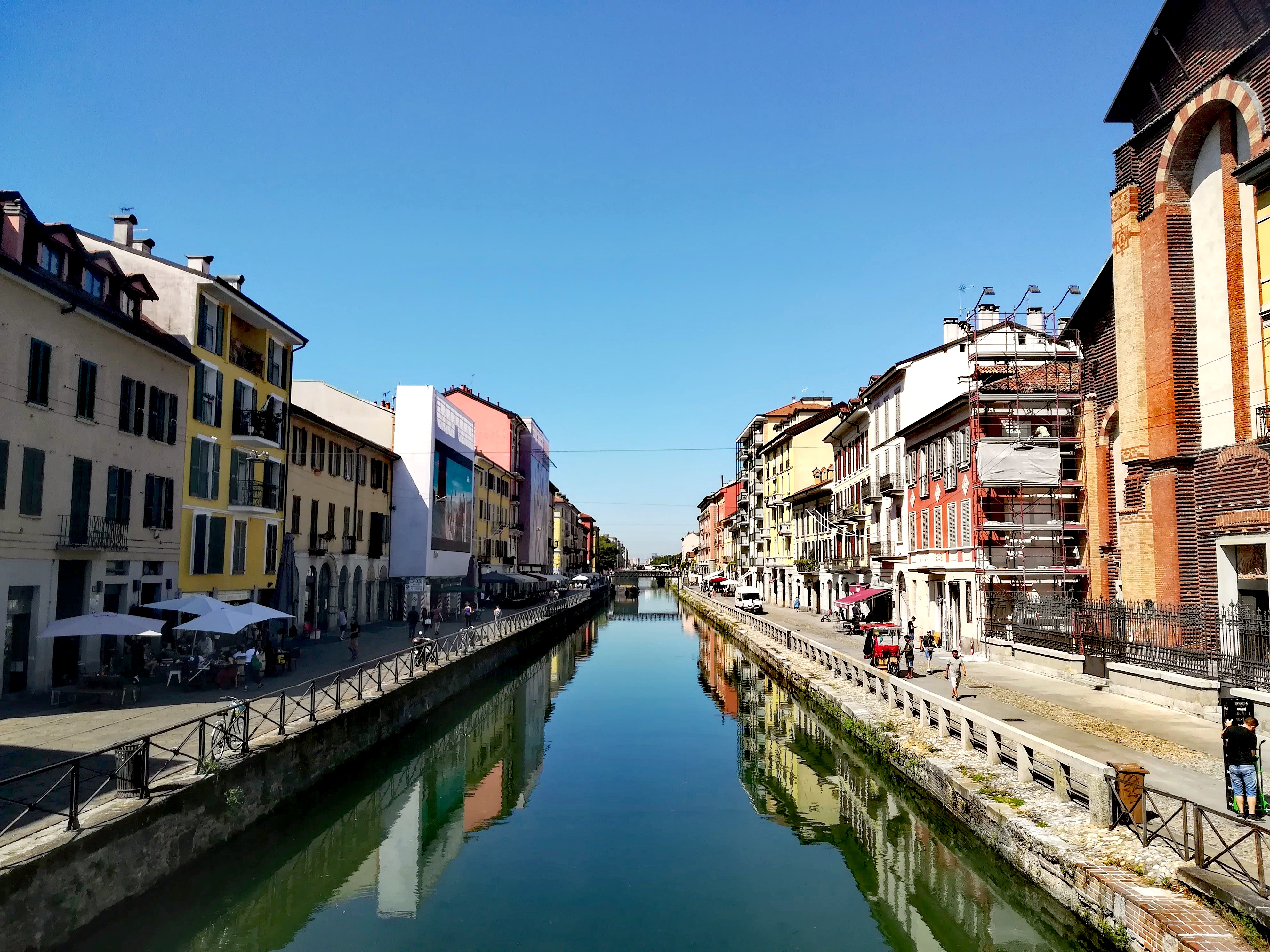
Naviglio Grande

Os navigli (pronúncia italiana: [naˈviʎʎi]; Navili lmo|naˈʋiːli|, singular e plural) são um sistema de canais interconectados dentro e ao redor de Milão, na região italiana da Lombardia, que remonta à Idade Média.
O sistema consiste em cinco canais: Naviglio Grande, Naviglio Pavese, Naviglio Martesana, Naviglio di Paderno, Naviglio di Bereguardo. Os três primeiros foram conectados através de Milão via  Fossa Interna , também conhecida como Anel Interno. O trecho urbano do Naviglio Martesana foi coberto no início da década de 1930, junto com todo o Anel Interno, soando assim a sentença de morte para os canais do nordeste. O transporte comercial continuou no Naviglio Grande, mas o declínio foi constante e, na década de 1960, o projeto de um porto fluvial para alcançar o rio Pó e, consequentemente, o mar Adriático através dos canais foi arquivado para sempre.
Hoje, os canais são usados principalmente para irrigação. Algumas opções de navegação turística também estão disponíveis ao longo de certas seções.